# Carpelimus convexulus
Carpelimus convexulus är en skalbaggsart som först beskrevs av Leconte 1877.  Carpelimus convexulus ingår i släktet Carpelimus och familjen kortvingar. Inga underarter finns listade i Catalogue of Life.